# Sobredominancia
La sobredominancia, también llamada ventaja heterocigota, es una condición en genética en donde el fenotipo del heterocigoto se escapa del rango fenotípico de sus padres homocigotos.
Un ejemplo bien conocido en los humanos es la anemia de células falciformes que confiere resistencia a la malaria.
- Datos: Q1066584